# George Cave
George Cave (ur. 23 lutego 1856 w Londynie, zm. 29 marca 1928 w Burnham-on-Sea w hrabstwie Somerset) –  brytyjski prawnik i polityk, członek Partii Konserwatywnej, minister w rządach Herberta Henry’ego Asquitha, Davida Lloyda George’a, Andrew Bonar Lawa i Stanleya Baldwina.
Wykształcenie odebrał w Merchant Taylors' School w Londynie oraz w St John’s College na Uniwersytecie Oksfordzkim. W 1880 r. rozpoczął praktykę adwokacką. W 1904 r. został Radcą Króla. W 1906 r. został wybrany do Izby Gmin jako reprezentant okręgu Kinston-upon-Thames. W 1908 r. został członkiem Królewskiej Komisji ds. Wykupu Ziemi. Następnie był prokuratorem generalnym księcia Walii Edwarda.
W 1915 r. został Radcą Generalnym Anglii i Walii. Otrzymał także tytuł szlachecki. W 1916 r. został ministrem spraw wewnętrznych w koalicyjnym gabinecie Lloyda George’a. W 1918 r. otrzymał tytuł 1. wicehrabiego Cave i zasiadł w Izbie Lordów. W 1919 r. został jednym z lordów prawa. W 1921 r. otrzymał Krzyż Wielki Orderu św. Michała i św. Jerzego. W 1922 r. został Lordem Kanclerzem i sprawował ten urząd do swojej śmierci z kilkumiesięczną przerwą w 1924 r., kiedy do władzy doszła Partia Pracy. W 1925 r. został kanclerzem Uniwersytetu Oksfordzkiego.
Lord Cave zmarł w 1928 r. i został pochowany w Berrow w hrabstwie Somserset. Ponieważ nie miał dzieci wraz z jego śmiercią wygasł tytuł parowski. Jego żona, Anne, otrzymał tytuł 1. hrabiny Cave of Richmond, który wygasł po jej śmierci w 1938 r.